# التعليم في جزر المالديف

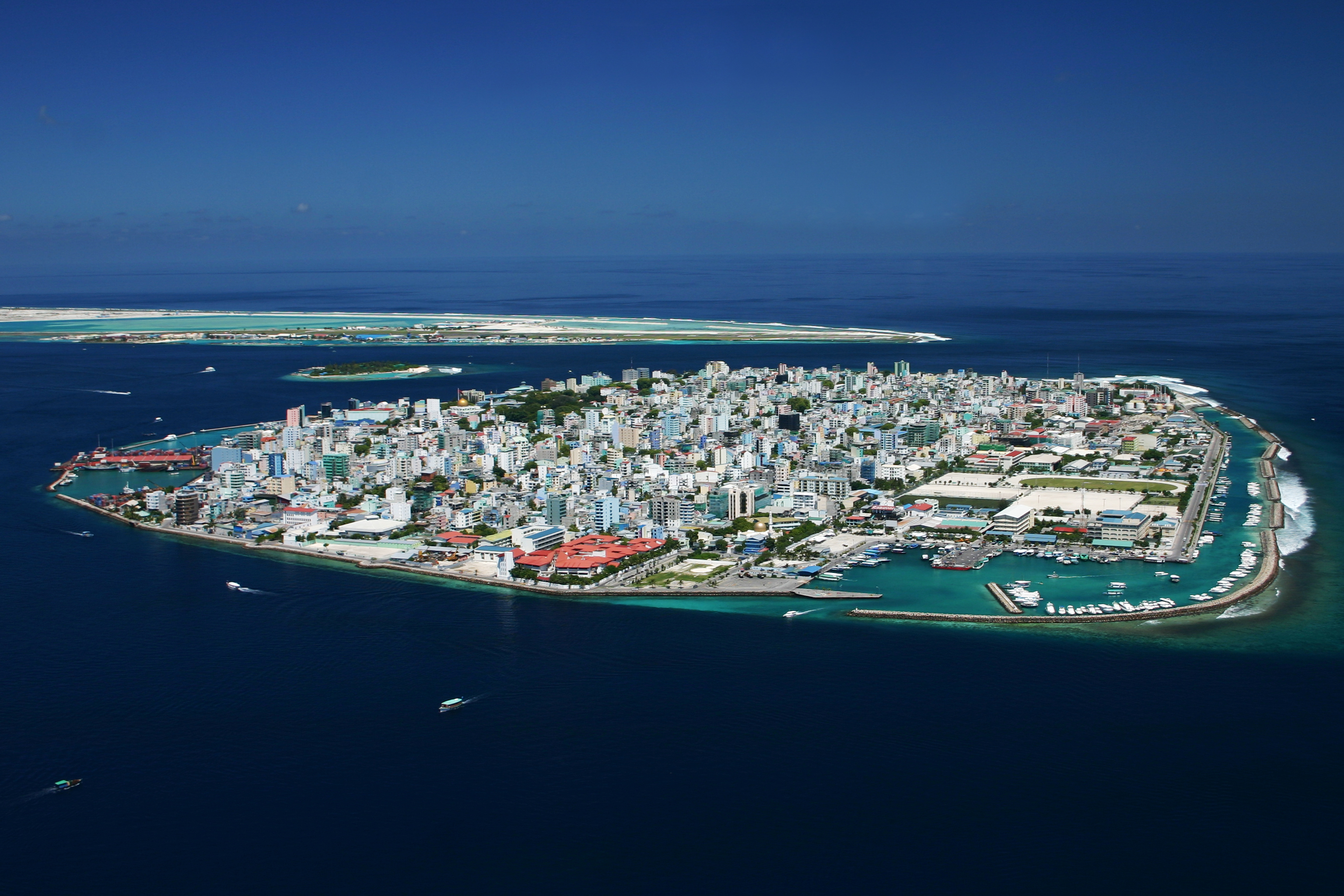

تقليديا، يتلقى الأطفال الذين يبلغون من العمر ثلاثة أعوام أو أكثر في جزر المالديف تعليمهم في المدارس التقليدية المعروفة باسم "edhurge"، وعادة ما يستخدمون غرفة كبيرة واحدة أو مأوى شجرة. يتعلم الأطفال العمليات الحسابية البسيطة، ولغة الديفيهي واللغة العربية وممارسة تلاوة القرآن. لم تعد هذه المدارس الخاصة موجودة، حيث استبدلت المدارس ذات النمط الغربي في الثمانينات والتسعينات.
أول مدرسة على الطراز الغربي في جزر المالديف هي مدرسة المجيدية، وهي مدرسة ثانوية أنشئت في عام 1927. كانت المدرسة مختلطة في الأصل، ولكن كان من الضروري إنشاء مدرسة ثانية للفتيات (مدرسة الأمينية) في عام 1944.
واستناداً إلى دراسة قام بها مستشارون تربويون من اليونسكو، بدأت حكومة جزر المالديف في تنفيذ مشروع التطوير التربوي في 6 أكتوبر / تشرين الأول 1976. وقد شكل هذا المشروع برنامجًا شاملاً للتنمية التعليمية يشمل التوسع في التعليم الابتدائي وتدريب المعلمين وتطوير المناهج والإذاعة التعليمية، برنامج التعليم المجتمعي لتعليم الكبار وتطوير الكتب المدرسية والطباعة. افتتحت المدرسة الأولى تحت هذا المشروع في (Baa Atoll Eydhafushi) في مارس 1978 وتليها مدرسة أخرى في (HDh. Kulhudhuffushi) في آذار / مارس 1979. واستمر بناء المدارس في جميع الجزر المرجانية واستكمل في وقت لاحق مشروع بناء المدارس الابتدائية من قبل اليابان. بدأ تطوير المناهج الدراسية في عام 1976، بينما بدأ تدريب المعلمين في عام 1977. وفي الوقت نفسه، تم إدخال برامج أخرى واستمرت خلال السبعينات وحتى منتصف الثمانينات حيث بدأت الخطة الرئيسية للسنوات العشر الأولى للتعليم (1986-1995) في التنفيذ. تم تنفيذ الخطة الرئيسية الثانية 1996-2005. هذه كانت أسس التطوير التربوي في جزر المالديف التي بدأتها حكومة الرئيس ناصر التي استمر بها الرئيس عبد القيوم.
اعتبارا من عام 2002 زعم مكتب الرئيس أن التعليم الابتدائي الشامل قد تحقق تقريبا وأن معدل معرفة القراءة والكتابة قد تحسن من 70 في المائة في عام 1978 إلى 98.82 في المائة. في عام 2005، كان هناك 106,220 طالبًا في المدارس، أو 40٪ من إجمالي عدد السكان.

## التعليم العالي
تم إصدار قانون الجامعات الوطنية في يناير 2011 لإنشاء أول جامعة في جزر المالديف. المؤسسات التي تقدم التعليم العالي في جزر المالديف هي:
- جامعة المالديف الوطنية والتي كانت تعرف سابقا باسم كلية المالديف للتعليم العالي. قدمت الكلية 95 ٪ من التعليم بعد الثانوي في جزر المالديف:266
- كلية سيركس.
- كلية Mandhu التي توفر التعليم العالي لطلاب المدارس الثانوية الدنيا والعليا.
- كلية فيلا تقدم دورات دراسية في مجال الحاسبات وتقنية المعلومات منذ عام 2007.[2]:10[3]
- الأكاديمية الحديثة للدراسات المهنية.
- كلية أفايد.
- كلية إدارة الأعمال في جزر المالديف.

## وصلات خارجية
- تطوير خطة التعليم (2006 - 2015) (dhivehiobserver.com)
- https://web.archive.org/web/20050407060243/http://www.hellomaldives.com/maldives/education/contents.htm hellomaldives.com
- http://www.themaldives.com/Maldives/Maldives_education.htm theMaldives.com